# Some Girls (álbum de The Rolling Stones)
Some Girls é o décimo sexto álbum de estúdio na discografia americana e o décimo quarto na discografia britânica da banda inglesa de rock The Rolling Stones lançado em 1978 pela Rolling Stones Records.
Ele alcançou a posição a 1ª posição entre os álbuns mais vendidos nos EUA pela Billboard 200,além de ser certificado pelo RIAA como tendo atingido seis milhões de cópias vendidas a partir de 2000, sendo o álbum mais vendido de toda a discografia da banda. O álbum trouxe ainda a última música da banda a atingir o primeiro lugar na Billboard entre os singles mais vendidos nos E.U.A.: Miss You. Some Girls foi um grande sucesso de crítica e público, um marco no retorno dos Stones ao auge, após os medianos Black and Blue e Love You Live, com muitos críticos especializados chamando-o de um "retorno ao estilo clássico", ou ainda "seu melhor álbum desde  Exile on Main St. de 1972"
Este bom momento se deveu à recuperação de Keith Richards após uma fase de vício profundo nas drogas, que quase o matou e ainda abalou a banda (como se percebe no ritmo desorientado e desanimado do álbum anterior ao vivo Love You Live).
O álbum foi o primeiro de uma trilogia monumental de álbuns do Rock, composta por este, por Emotional Rescue de 1980 e por Tattoo You de 1981.

## História
Com o advento da punk rock, os Rolling Stones, entre muitos de seus contemporâneos musicais, estavam sendo considerados pejorativamente por boa parte do jovem público roqueiro como dinossauros, comprometendo sua posição, ainda reconhecida por muitos como "A Maior Banda de Rock do Mundo". Mick Jagger se sentiu revigorado pelas provocações e estava determinado a respondê-las com suas músicas. Ajudou, no entanto, que quase todos os punks, abertamente ou não, idolatravam os rebeldes e contestadores Stones na década de 1960 e foram fortemente influenciados pelas atitudes e músicas da banda naquela época.
Tão importante para a revitalização da banda foi também  a adição de Ronnie Wood para a banda, pois  Some Girls foi o primeiro álbum gravado com ele como membro pleno e com participação total na produção. O seu estilo de tocar guitarra era semelhante ao de Keith Richards, criando uma sintonia perfeita. A guitarra slide de Wood se tornaria uma das marcas registradas da banda, e seus usos não convencionais do instrumento são destaque em Some Girls. Além disso, Jagger, que tinha aprendido a tocar guitarra na década anterior, contribuiu com uma terceira guitarra para muitas canções, como se pode ver no clip de 'Respectable'.
Jagger é geralmente considerado como a principal força criativa por trás de Some Girls, uma vez que Richards passou grande parte de 1977, sob ameaça de prisão (ver abaixo). No entanto, ele estava presente em todos as sessões de gravação do álbum. Jagger afirmou em uma entrevista de 1995  ter escrito um grande número de canções do álbum (embora, quando o total fora creditado a ele,  tenha negado que a maior parte tenha sido apenas sua), incluindo a sua canção de assinatura, "Miss You". Além de punk, Jagger diz ter sido influenciado por dance music, principalmente disco, durante a gravação de Some Girls, e cita a cidade de Nova York como um dos principais inspirações para o álbum, uma explicação para a constante referência à cidade nas letras do álbum:

A inspiração para o registro foi realmente baseado em Nova York e os caminhos da cidade. Acho que deu um impulso e dureza extra. E depois, claro, havia a coisa punk que começou em 1976. Punk e discoteca foram acontecendo ao mesmo tempo, por isso foi  um período bastante interessante. Nova Iorque e Londres, também. Paris- havia punk lá. Muita música disco. Paris e Nova York tinha tudo isso de música de dança latina, o que foi muito maravilhoso. Muito mais interessante do que o material que veio depois.

Pela primeira vez desde 1968 com  Beggars Banquet, os principais músicos durante as sessões de gravação seriam apenas os membros da banda - Jagger, Richards, Wood, Charlie Watts e Bill Wyman -, com poucos colaboradores extra. Ian McLagan, colega de banda de Wood da época do The Faces,  tocou um pouco de teclado, o gaitista Sugar Blue contribuiu para várias canções, além de saxofonista Mel Collins e o percussionista Simon Kirke. As contribuições de Jagger com a guitarra fizeram o Road Manager da banda, Ian Stewart, sentir que o piano seria supérfluo, estando ausente de muitas das sessões, tornando este um raro álbum dos Rolling Stones em que ele não aparece. Uma história alternativa e menos propagada diz que  Stewart  boicotou incisivamente a maioria das sessões, alegando que a banda estava soando como um " Status Quo sangrento!"
Uma séria preocupação foi a questão de Keith Richards e sua altamente divulgada prisão devido à posse de grande quantidade de heroína  em Toronto, Canadá no início de 1977. Richards correu sério risco de ser condenado à prisão por anos, acusado de ser traficante, no entanto,  sua condenação foi muito leve, sendo obrigado a realizar um show de caridade para a Canadian National Institute for the Blind. Pessoas que viram esse show, com Keith completamente limpo e sóbrio, classificaram o mestre dos riffs como desafinado e irreconhecível. Em comemoração  após enfim controlar  seu vício em heroína, Keith reverteu seu sobrenome para "Richards", com  "s" no final, em Some Girls, depois de 15 anos sem usá-lo.
As sessões para Some Girls começaram em outubro de 1977, com uma pausa para o Natal e recomeçando de novo depois do Ano Novo indo terminar  em Março de 1978. Sob seu novo  contrato de gravação britânica com a EMI (permanecendo com Warner Music na América do Norte somente), eles gravaram no Pathé Marconi Studios, em Paris, um local em que iriam gravar frequentemente pelos próximos anos. Os Rolling Stones gravaram cerca de 50 novas canções, muitas das quais foram  alteradas para entrar em Emotional Rescue e Tattoo You. Estas sessões também serviram como uma fonte principal para muitos discos piratas ao longo dos anos. O engenheiro das sessões foi Chris Kimsey, cujo modo de abordagem à gravação soprou vida, quebrando a sonoridade um tanto densa sentida em Goats Head Soup e It's Only Rock and Roll. O método de gravação direta de Kimsey,  aliado à  Mesa Boogie Mark Series # Mark I  em vez dos  amplificadores Ampeg SVT  rendeu um  som de guitarra direto e agressivo.
A letra da canção-título, um devaneio prolongado sobre mulheres de várias nacionalidades e raças, ficou cercada de controvérsias.O verso "garotas negras só querem ser fodidas a noite toda", provocou fortes protestos de vários grupos, incluindo o movimento PUSH da feminista Jesse Jackson. Jagger deu uma famosa responta à imprensa: "Eu sempre disse, você não pode levar  uma piada muito a sério, senão fica muito foda"; porém, ele teria sido mais conciliador com Jackson, em particular, alegando que a canção foi concebida como uma paródia de atitudes racistas. O Comediante Garrett Morris, membro do renomado programa   Saturday Night Live deu a palavra final sobre a polêmica: Depois de dar o impressão de que iria criticar abertamente os Stones, ele citou uma versão amenizada do polêmico verso e, em seguida, afirmou: "Eu tenho uma coisa a dizer-lhe, Sr. Mick Jagger ...onde acho estas garotas?!?"
Ainda em 1978, quando perguntaram a Keith por que os Stones haviam chamado o álbum de Some Girls, ele respondeu: “Porque a gente não se lembrava do nome de nenhuma delas.”

## Capa e arte
A capa do álbum para foi criada por Peter Corriston, (o qual faria o design dos três próximos álbuns), e contava com ilustrações de Hubert Kretzschmar. Um desenho elaborado, com cores variadas em linhas diferentes, que apresentava os Rolling Stones em fotos quase drag ao lado de celebridades femininas e anúncios de lingerie. A capa logo causou problemas quando Lucille Ball, Farrah Fawcett, Liza Minnelli (representando sua mãe Judy Garland), Raquel Welch, e o espólio de Marilyn Monroe ameaçaram entrar na justiça contra o uso não permitido das imagens delas.
O álbum foi rapidamente relançado com uma capa que removeu todas as celebridades, tenham se queixado ou não, e foram substituídas por borrões em cores berrantes com a frase "PERDÃO PELA NOSSA APARÊNCIA - CAPA EM RECONSTRUÇÃO". Jagger pediu desculpas a Minnelli quando ele A encontrou durante uma festa na famosa discotecaStudio 54.
Existia também uma terceira versão da capa do álbum com as mulheres desenhados à mão (encontrada no relançamento em CD de 1986), e ainda uma quarta versão, que incluía Carly Simon, Linda Ronstadt, Britt Eklund e Jimmy Carter, a qual  não foi publicada.

## lançamento e recepção
Em maio de 1978, o primeiro single do álbum, "Miss You", construído em uma batida disco despojada e harmonias pop, foi lançado com uma resposta muito positiva, atingindo # 1 nos EUA e  # 3 no Reino Unido. O álbum em si, Some Girls , foi lançado em junho, para um público muito acolhedor, alcançando # 1 em os EUA e # 2 no Reino Unido, tornando-se seu álbum de estúdio mais vendido na carreira (atualmente certificado seis vezes platina só nos EUA). "Beast of Burden", "Respectable" (no Reino Unido) e "Shattered" (nos EUA) seguiriam como os singles seguinte, todos atingindo sucesso, ainda que em menor escala. Em 2003 Some Girls foi classificada como número 269 na lista da Revista Rolling Stone da revista dos '500 Maiores Álbuns de Todos os Tempos'.
Os Stones embarcaram em seu Tour de Verão para a divulgação do álbum.
Em 1986, a primeira versão em formato CD  do álbum foi emitida pela Columbia Records e em 1994 foi remasterizado e relançado pela Virgin Records com uma restauração parcial da arte da capa original. Em 2009, o álbum foi novamente remasterizado e relançado, agora  pela Universal Music, restaurando o esquema de cores original dela. Em 2012, foi lançado pela Universal Music Enterprises uma versão apenas em japonês SHM-SACD.

## Faixas
| N.º | Título                                       | Compositor(es) | Duração |  |
| 1.  | "Miss You"                                   |                | 4:48    |  |
| 2.  | "When the Whip Comes Down"                   |                | 4:20    |  |
| 3.  | "Just My Imagination (Running Away with Me)" |                | 4:38    |  |
| 4.  | "Some Girls"                                 |                | 4:36    |  |
| 5.  | "Lies"                                       |                | 3:11    |  |
| 6.  | "Far Away Eyes"                              |                | 4:24    |  |
| 7.  | "Respectable"                                |                | 3:06    |  |
| 8.  | "Before They Make Me Run"                    |                | 3:25    |  |
| 9.  | "Beast of Burden"                            |                | 4:25    |  |
| 10. | "Shattered"                                  |                | 3:48    |  |

## Paradas
| Ano  | Parada        | Posição |
| ---- | ------------- | ------- |
| 1978 | Billboard 200 | 1       |